# ロック開発
ロック開発株式会社（ロックかいはつ、LOC development Co., Ltd.）は、かつて存在したイオングループの近隣型ショッピングセンター（NSC）事業を展開・運営するデベロッパー。大和ハウス工業とイオンの共同出資により設立されていた。
2011年8月31日をもってイオンの完全子会社となり、同年9月1日にイオンタウン株式会社となった（後述）。

## 概要
会社名の「ロック」（LOC）は「Land Owner and Company」の頭文字を取ったもので、大和ハウスグループの土地有効活用事業（LOCシステム）の名称でもある。大和ハウスによるイオングループ向の中小型ロードサイド店舗開発の事業主体となっていた。2000年代以降は工場跡地への進出（再開発）が多かった。
イオンリテールやイオンモールが大規模複合型SC（「イオンショッピングセンター」「イオンモール」など）を展開する一方で、ロック開発によるSCは中規模のオープンモール型（ロックシティのみエンドクローズモール型）ショッピングセンターを主に展開していた。具体的には「マックスバリュ」や「カスミ」などの食品スーパーを核店舗とした、中小商圏における低層の独立建物が集合している「近隣（ネイバーフッド）型ショッピングセンター（NSC＝Neighborhood Shopping Center）」と呼ばれる形態のSCを展開していた。2008年度からはディスカウントストア業態である「ザ・ビッグ」（ザ ビッグ）を核店舗としたSCも増加している。
従来は先述のオープンモール型SC「ロックタウン」を展開してきたが、近年はコミュニティセンター機能を持つエンクローズドモール型SC「ロックシティ」を並行して展開しつつあった。
2011年8月31日もってイオンが大和ハウスの保有する全株式を取得してロック開発を完全子会社とし、翌9月1日をもって社名を「イオンタウン株式会社」に変更することが発表された。ショッピングセンター名は「ロックタウン」「ロックシティ」およびイオン川之江SC（ロック開発が展開）が同日付で「イオンタウン」を冠にしたSC名に変更され、看板も順次変更された。本社もイオングループ各社の本社が入居する千葉市美浜区に移転している。なおロック開発によりオープンした最後のSCは同年2月1日にオープンした「ロックシティ姫路ショッピングセンター」であった。
元々「イオンタウン」の名称はイオンリテールを含め全国のマックスバリュ運営会社やイオンスーパーセンター運営会社等がそれぞれに展開しているNSCに用いられてきた呼称であり、ロック開発の商号変更前から存在している。多くのイオンタウンやNSC形態もしくは類似の小規模ショッピングセンターは2011年11月21日付でイオンタウン（株）に移管されている。
なおイオンと大和ハウスの提携については、マックスバリュなどを核店舗にした小規模ショッピングセンターの開発にLOCシステムを採用する（例：マックスバリュ清須春日店。ロックシティを当初から名乗っていなかった）などの形で継続されている。

## 店舗展開
全国に45箇所のSC（うち「ロックシティ」が7箇所）を展開した。北海道・北陸・沖縄には未進出。大半のSCは核テナントが「マックスバリュ」または「ザ・ビッグ」（何れも各地域のマックスバリュ運営会社が運営）だが、館山・大田・川之江・日向はイオン（旧：ジャスコ）が、水戸南・守谷・佐野は「カスミ」が核テナントである。このうち「ザ・ビッグ」は、周南を除いて全て「マックスバリュ」「ジャスコ」「ヤオハン」からの転換店舗。
また以下のSCはイオングループの店舗が進出しておらず、イオングループ以外の企業が核テナントとなっている。これらは何れも他のイオングループが運営するショッピングセンターなどが隣接している為である。
- ロックタウン塩川ショッピングセンター（福島県喜多方市） - 生活協同組合コープあいづが核テナント
- ロックタウン鈴鹿ショッピングセンター（三重県鈴鹿市） - ニトリ・ユニクロが核テナント
- ロックタウン久御山ショッピングセンター（京都府久世郡久御山町） - エディオン・ニトリが核テナント
- ロックタウン加古川ショッピングセンター（兵庫県加古川市） - 上新電機が核テナント

なお、徳島県のイオングループのショッピングセンター形態による店舗はイオンタウンへの名称変更時点で北島・上板の2つのロックタウンのみであった。
店舗ごとの詳細については公式サイト並びに下記テンプレートリンク先の各SCの記事参照。

## 主なショッピングセンター

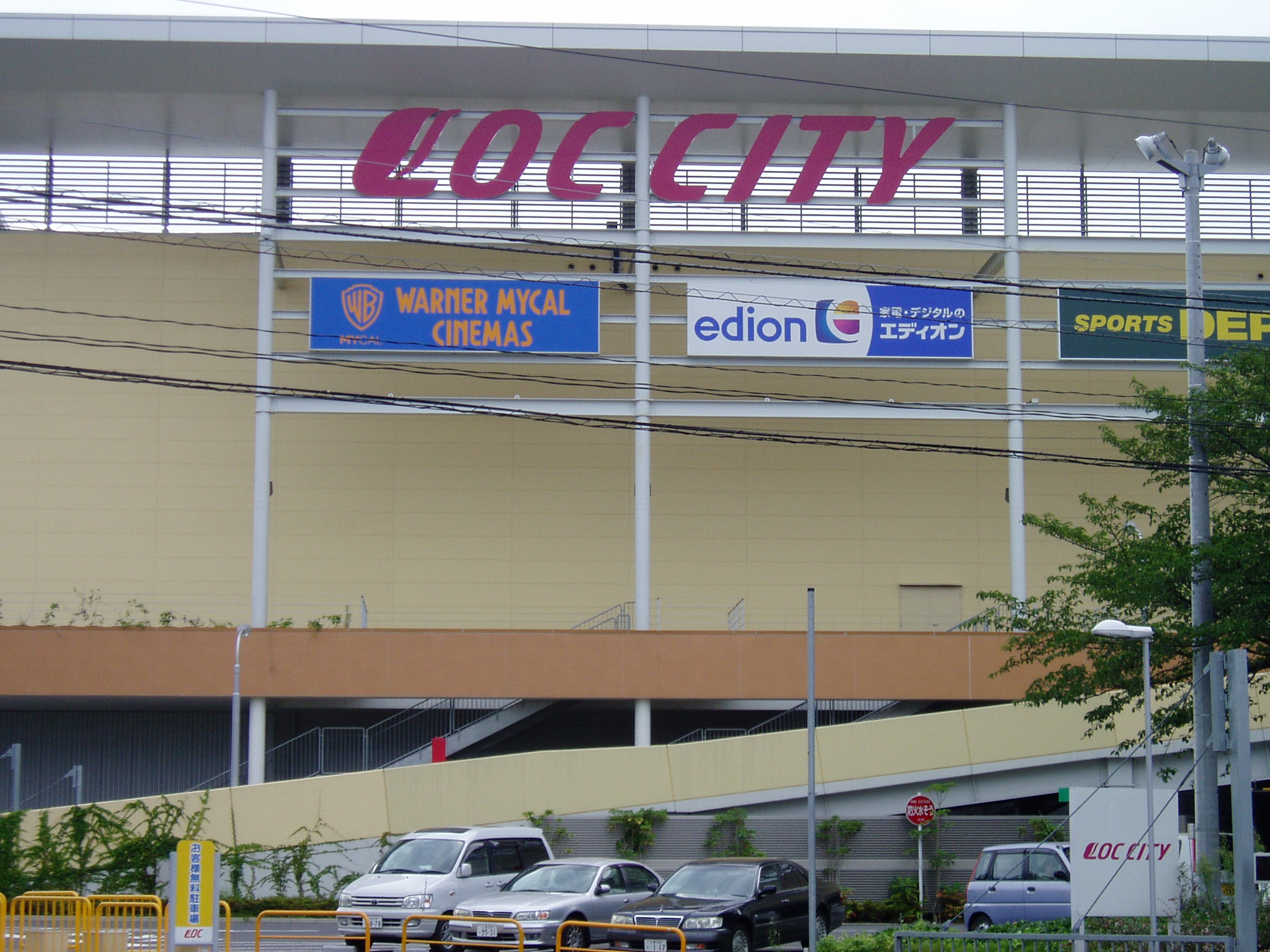
ロックシティ守谷ショッピングセンター（茨城県守谷市）
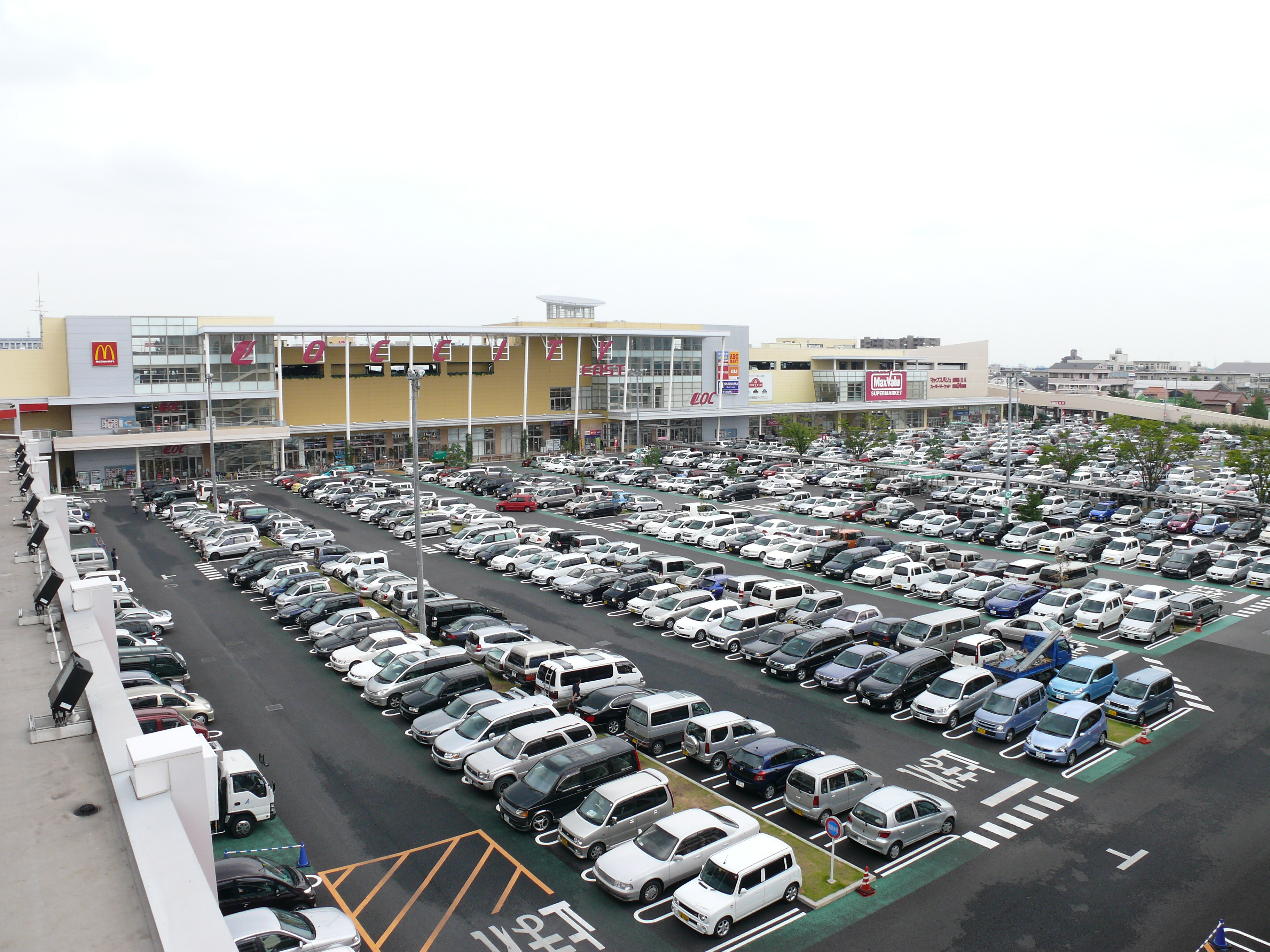
ロックシティ大垣ショッピングセンター（岐阜県大垣市）
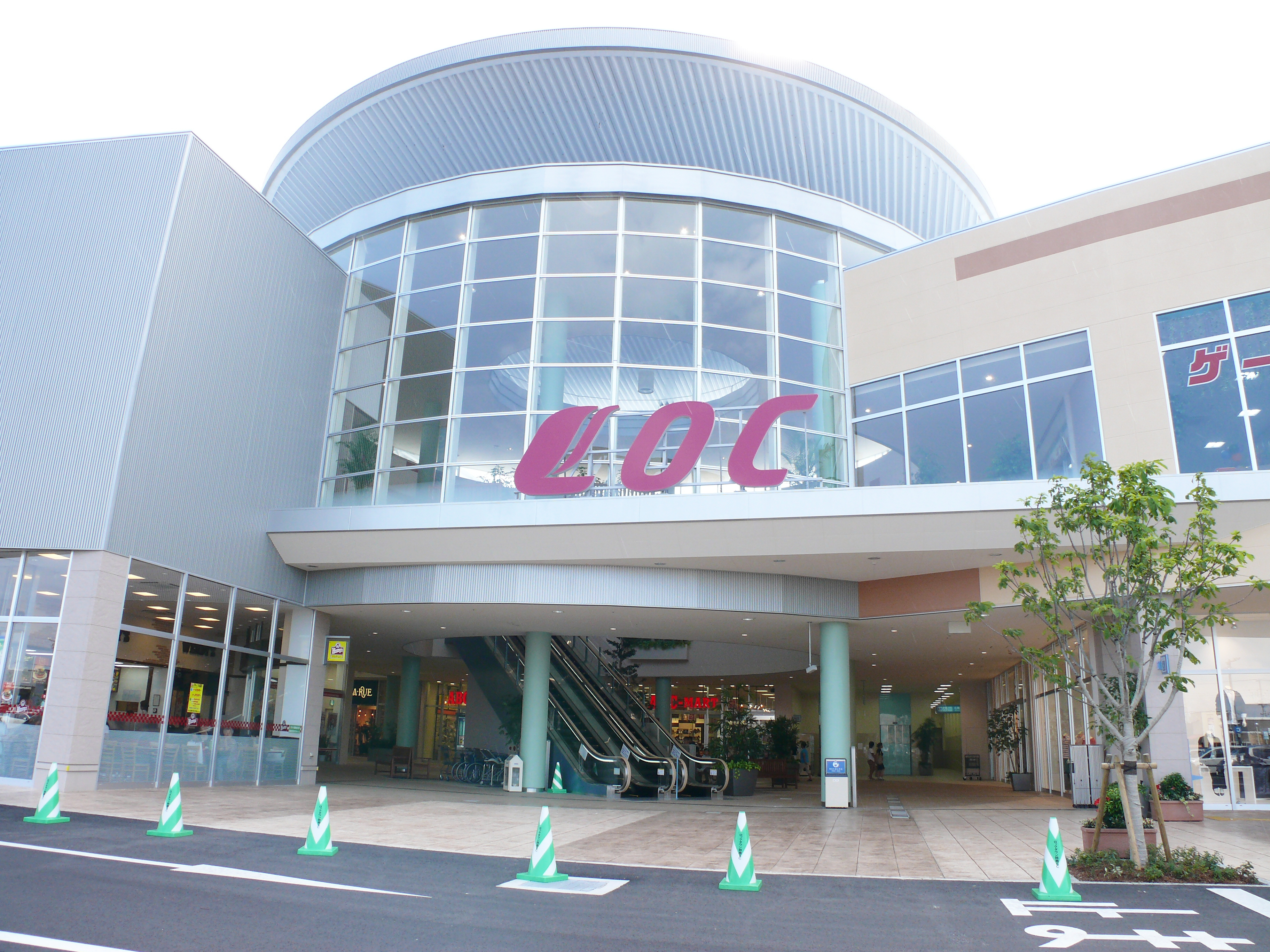
ロックタウン鈴鹿ショッピングセンター（三重県鈴鹿市）
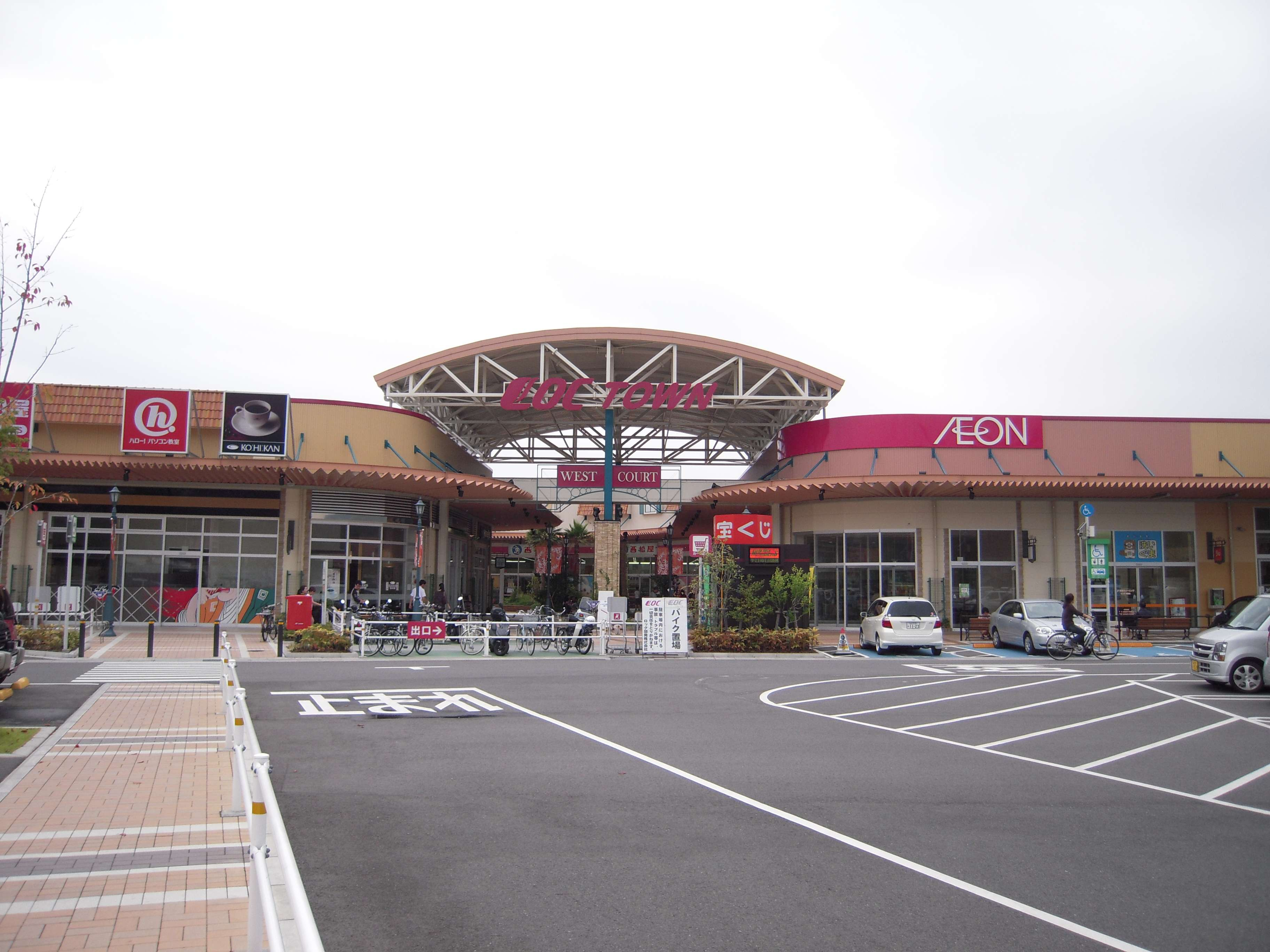
ロックタウン周南ショッピングセンター（山口県周南市）
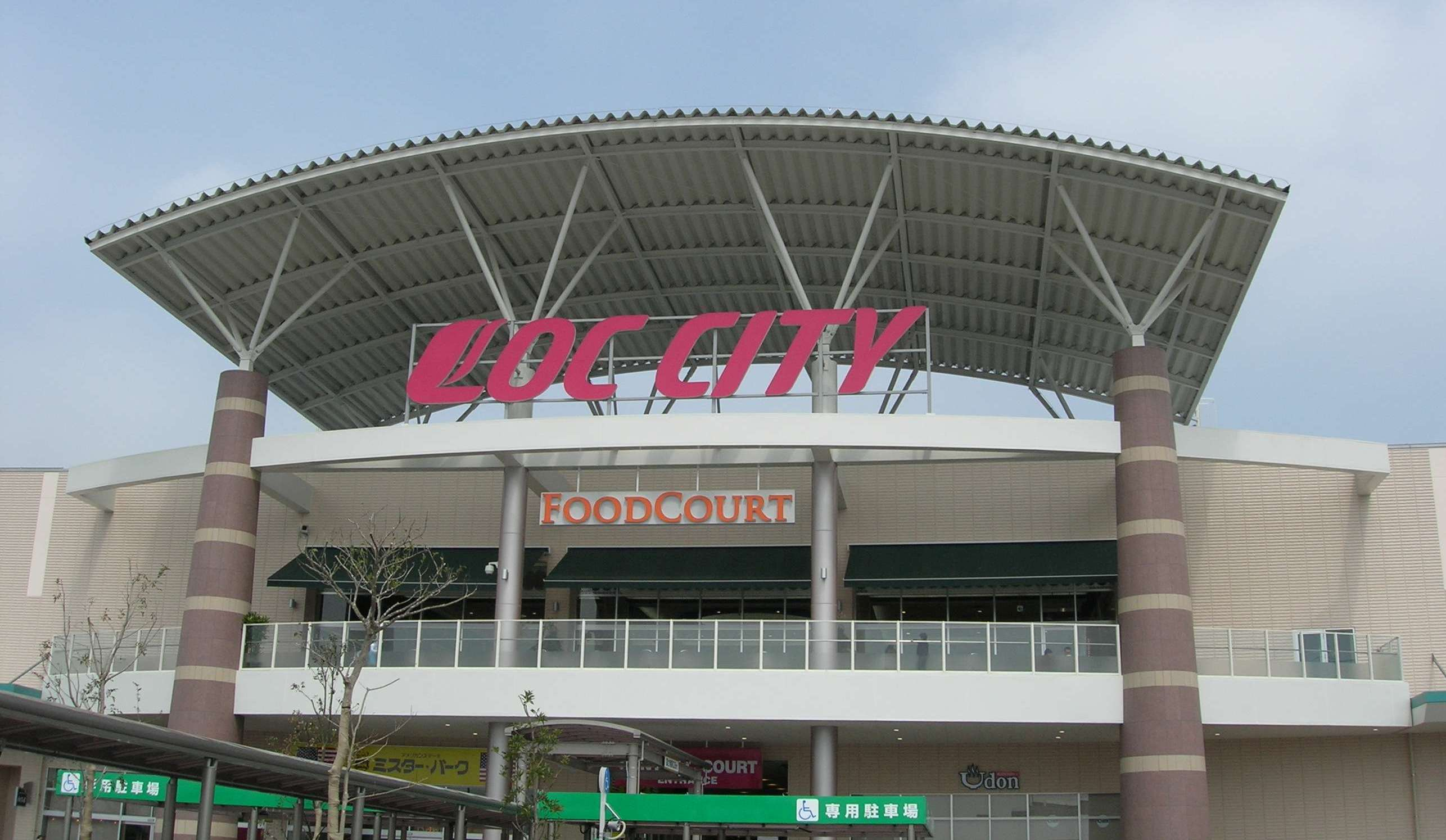
ロックシティ防府ショッピングセンター（山口県防府市）
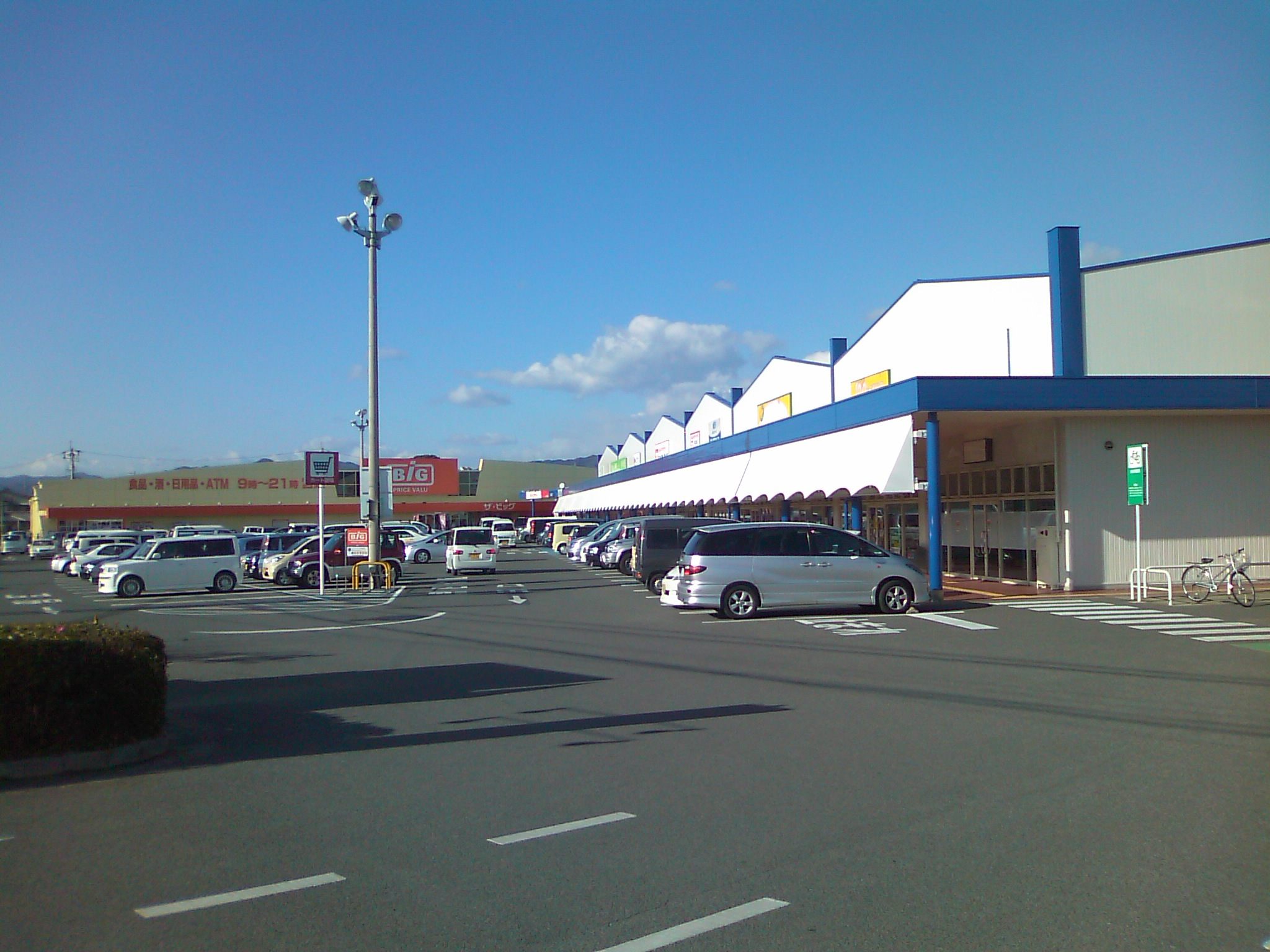
ロックタウン北島ショッピングセンター（徳島県板野郡北島町）